# Élections législatives de 1973 dans le Tarn
Les élections législatives françaises de 1973 se déroulent les 4 et 11 mars 1973. Dans le département du Tarn, trois députés sont à élire dans le cadre de trois circonscriptions.

## Élus
| Circonscription | Député sortant                               | Parti | Parti | Député élu ou réélu | Parti | Parti |
| --------------- | -------------------------------------------- | ----- | ----- | ------------------- | ----- | ----- |
| 1re             | Henry Bressolier                             |       | UDR   | André Billoux       |       | PS    |
| 2e              | Louis Donnadieu suppléant de Jacques Limouzy |       | UDR   | Jacques Limouzy     |       | UDR   |
| 3e              | Georges Spénale                              |       | PS    | Georges Spénale     |       | PS    |

## Résultats

### Résultats à l'échelle du département
| Parti                 | Parti                                       | Premier tour | Premier tour | Second tour | Second tour | Sièges |
| Parti                 | Parti                                       | Voix         | %            | Voix        | %           | Sièges |
| --------------------- | ------------------------------------------- | ------------ | ------------ | ----------- | ----------- | ------ |
|                       | Parti socialiste                            | 42 905       | 23,87        | 69 183      | 56,79       | 2      |
|                       | Parti communiste français                   | 28 267       | 15,73        | Retrait     | Retrait     | 0      |
|                       | Mouvement des radicaux de gauche            | 13 571       | 7,55         |             |             | 0      |
|                       | Parti socialiste unifié                     | 2 145        | 1,19         | 0           |             |        |
|                       | Union de la gauche                          | 86 888       | 48,35        | 69 183      | 56,79       | 2      |
|                       |                                             |              |              |             |             |        |
|                       | Union des démocrates pour la République     | 44 164       | 24,57        | 28 854      | 23,69       | 1      |
|                       | Républicains indépendants                   | 16 770       | 9,33         | 23 779      | 19,52       | 0      |
|                       | Centre démocratie et progrès                | 9 336        | 5,19         | Retrait     | Retrait     | 0      |
|                       | Divers droite                               | 5 016        | 2,79         |             |             | 0      |
|                       | Union des républicains de progrès           | 75 286       | 41,89        | 52 633      | 43,21       | 1      |
|                       |                                             |              |              |             |             |        |
|                       | Mouvement réformateur                       | 11 417       | 6,35         |             |             | 0      |
|                       | Centre national des indépendants et paysans | 3 317        | 1,85         | 0           |             |        |
|                       | Extrême gauche                              | 2 496        | 1,39         | 0           |             |        |
|                       | Gaullistes d'opposition                     | 309          | 0,17         | 0           |             |        |
|                       |                                             |              |              |             |             |        |
| Inscrits              | Inscrits                                    | 216 522      | 100,00       | 144 391     | 100,00      | 3      |
| Abstentions           | Abstentions                                 | 31 204       | 14,41        | 19 372      | 13,42       |        |
| Votants               | Votants                                     | 185 318      | 85,59        | 125 019     | 86,58       |        |
| Blancs et nuls        | Blancs et nuls                              | 5 605        | 3,02         | 3 203       | 2,56        |        |
| Exprimés              | Exprimés                                    | 179 713      | 96,98        | 121 816     | 97,44       |        |
| Source : Data.gouv.fr |                                             |              |              |             |             |        |

### Résultats par circonscription

#### Première circonscription (Albi)
| Candidat       | Candidat                 | Parti          | Premier tour | Premier tour | Second tour | Second tour |  |
| Candidat       | Candidat                 | Parti          | Voix         | %            | Voix        | %           |  |
| -------------- | ------------------------ | -------------- | ------------ | ------------ | ----------- | ----------- |  |
|                | André Billoux élu        | PS (UGSD)      | 18 447       | 29,05        | 36 577      | 55,9        |  |
|                | Henry Bressolier sortant | UDR (URP)      | 13 575       | 21,38        | 28 854      | 44,1        |  |
|                | Jacqueline Falgayrac     | PCF            | 12 295       | 19,36        | Retrait     | Retrait     |  |
|                | Laurent Mathieu          | CDP            | 9 336        | 14,7         | Retrait     | Retrait     |  |
|                | André Gayrard            | CNIP           | 3 317        | 5,22         |             |             |  |
|                | Daniel Fedou             | Rad (MR)       | 3 917        | 6,17         |             |             |  |
|                | Alain Bousquet           | Divers droite  | 1 275        | 2,01         |             |             |  |
|                | M. Mignard               | LCR            | 1 035        | 1,63         |             |             |  |
|                | Maurice Mercadier        | FP             | 309          | 0,49         |             |             |  |
|                |                          |                |              |              |             |             |  |
| Inscrits       | Inscrits                 | Inscrits       | 76 872       | 100,00       | 76 809      | 100,00      |  |
| Abstentions    | Abstentions              | Abstentions    | 11 649       | 15,15        | 9 774       | 12,73       |  |
| Votants        | Votants                  | Votants        | 65 223       | 84,85        | 67 035      | 87,27       |  |
| Blancs et nuls | Blancs et nuls           | Blancs et nuls | 1 717        | 2,63         | 1 604       | 2,39        |  |
| Exprimés       | Exprimés                 | Exprimés       | 63 506       | 97,37        | 65 431      | 97,61       |  |

#### Deuxième circonscription (Castres)
|                | Jacques Limouzy sortant réélu | UDR (URP)      | 30 589 | 50,57  |  |  |  |
|                | Jean-François Alquier         | MRG (UGSD)     | 13 571 | 22,44  |  |  |  |
|                | Jean Ortiz                    | PCF            | 8 600  | 14,22  |  |  |  |
|                | Victor Reoyo                  | CD (MR)        | 4 123  | 6,82   |  |  |  |
|                | Antoine Croste                | PSU            | 2 145  | 3,55   |  |  |  |
|                | Chantal Cauquil               | LO             | 1 461  | 2,42   |  |  |  |
|                |                               |                |        |        |  |  |  |
| Inscrits       | Inscrits                      | Inscrits       | 72 063 | 100,00 |  |  |  |
| Abstentions    | Abstentions                   | Abstentions    | 9 526  | 13,22  |  |  |  |
| Votants        | Votants                       | Votants        | 62 537 | 86,78  |  |  |  |
| Blancs et nuls | Blancs et nuls                | Blancs et nuls | 2 048  | 3,27   |  |  |  |
| Exprimés       | Exprimés                      | Exprimés       | 60 489 | 96,73  |  |  |  |

#### Troisième circonscription (Gaillac - Lavaur)
| Candidat       | Candidat                      | Parti          | Premier tour | Premier tour | Second tour | Second tour |  |
| Candidat       | Candidat                      | Parti          | Voix         | %            | Voix        | %           |  |
| -------------- | ----------------------------- | -------------- | ------------ | ------------ | ----------- | ----------- |  |
|                | Georges Spénale sortant réélu | PS (UGSD)      | 24 458       | 43,9         | 32 606      | 57,83       |  |
|                | Albert Mamy                   | RI (URP)       | 16 770       | 30,1         | 23 779      | 42,17       |  |
|                | Raymond Durand                | PCF            | 7 372        | 13,23        | Retrait     | Retrait     |  |
|                | Bernard Royer                 | Divers droite  | 3 741        | 6,71         |             |             |  |
|                | François Micoulaud            | CD (MR)        | 3 377        | 6,06         |             |             |  |
|                |                               |                |              |              |             |             |  |
| Inscrits       | Inscrits                      | Inscrits       | 67 587       | 100,00       | 67 582      | 100,00      |  |
| Abstentions    | Abstentions                   | Abstentions    | 10 029       | 14,84        | 9 598       | 14,2        |  |
| Votants        | Votants                       | Votants        | 57 558       | 85,16        | 57 984      | 85,8        |  |
| Blancs et nuls | Blancs et nuls                | Blancs et nuls | 1 840        | 3,2          | 1 599       | 2,76        |  |
| Exprimés       | Exprimés                      | Exprimés       | 55 718       | 96,8         | 56 385      | 97,24       |  |